# Chloorfenapyr
Chloorfenapyr is een pyrroolderivaat, dat gebruikt wordt als pesticide en biocide. Het werd in 1985 ontdekt en in 1995 als insecticide voor gewasbescherming gelanceerd. Het is een product van  American Cyanamid, later overgenomen door BASF.

## Insecticide
Chloorfenapyr is ingezet voor de bestrijding van termieten en de bescherming van gewassen tegen diverse insectensoorten. 
In de Verenigde Staten wenste American Cyanamid chloorfenapyr te gebruiken voor de bescherming van katoen. De stof bleek echter zeer toxisch te zijn voor vogels en acuut toxisch voor vissen en ongewervelde waterdieren. De stof is ook zeer persistent in water. De EPA weigerde daarom in 2000 de registratie van chloorfenapyr voor deze toepassing. De EPA heeft de stof in 2001 wel geregistreerd voor gebruik op niet-voedingsgewassen in serreteelt.
In de Europese Unie is chloorfenapyr niet toegelaten als insecticide in de landbouw.

### Werking
Chloorfenapyr is een "pro-insecticide": na opname door het insect ontstaat een metaboliet die de eigenlijke toxische verbinding is. Die ontstaat na afscheiding van de N-ethoxymethylgroep van chloorfenapyr door oxidase-enzymen. Het effect van deze stof is een verstoring  van de productie van adenosinetrifosfaat, wat leidt tot celdood en uiteindelijk de dood van het organisme.
Chloorfenapyr heeft een andere werking dan insecticides als DDT, malathion of pyrethroïden, die neurotoxines zijn. Dat maakt van chloorfenapyr een kandidaat in de strijd tegen malaria, voor de controle van muskieten die een vector van de ziekte zijn maar die resistentie hebben ontwikkeld tegen die insecticiden.

## Biocide
De Europese Commissie heeft chloorfenapyr toegelaten als biocide in productgroep 8 (houtconserveringsproducten) met ingang van 1 mei 2015. Er zijn een aantal voorwaarden aan verbonden, gelet op  de risico's voor mens en milieu. Zo moet vermeden worden dat er tijdens of na het behandelen van hout productresten in de grond of naar water verloren gaan.